# Candida friedrichii
Candida friedrichii är en svampart som beskrevs av Uden & Windisch 1968. Candida friedrichii ingår i släktet Candida, ordningen Saccharomycetales, klassen Saccharomycetes, divisionen sporsäcksvampar och riket svampar.   Inga underarter finns listade i Catalogue of Life.